# Рибен-Дол
Ри́бен-Дол (болг. Рибен дол) — село в Смолянській області Болгарії. Входить до складу общини Баніте.

## Населення
За даними перепису населення 2011 року у селі проживали 16 осіб, з них 13 осіб (92,9%) — болгари.
Розподіл населення за віком у 2011 році:
Динаміка населення: